# Xochiatipan
Esta página se refiere a una localidad. Para el municipio homónimo véase Municipio de Xochiatipan
Xochiatipan es una localidad de México, siendo la cabecera municipal del municipio homónimo en el estado de Hidalgo.

## Toponimia
Deriva del náhuatl, ”Xochitl” flor, ”Atl” agua, y ”Pan” lugar, por lo que significa, entre las aguas de flores, o en el agua de flores.

## Geografía
Se encuentra en la región geográfica de la Huasteca hidalguense, le corresponden las coordenadas geográficas 20° 50’ 07.740” de latitud norte y 98° 17’ 04.313” de longitud oeste, con una altitud de 649 m s. n. m. En cuanto a fisiografía se encuentra en la provincia de la Sierra Madre Oriental, dentro de la subprovincia del Carso Huasteco; su terreno es de sierra. En lo que respecta a la hidrografía se encuentra posicionado en la región del Pánuco, dentro de la cuenca del río Moctezuma, y dentro de las subcuenca del río Calabozo. Cuenta con un clima semicálido húmedo con lluvias todo el año.

## Demografía
En 2020 registró una población de 1593 personas, lo que corresponde al 8.72 % de la población municipal. De los cuales 776 son hombres y 817 son mujeres.
| Gráfica de evolución demográfica de Xochiatipan entre 1900 y 2020                            |
|                                                                                              |
| Población de los censos y conteos del Instituto Nacional de Estadística y Geografía (INEGI). |